# Postern Gap
Der Postern Gap (englisch für Schleichwegbresche) ist ein Pass östlich des Mount Tholus im zentralen Gebirgszug der antarktischen Joinville-Insel.
Der Falkland Islands Dependencies Survey  kartierte ihn 1954. Das UK Antarctic Place-Names Committee benannte ihn 1957 so, weil dieser Pass den einzigen Zugang über den Gebirgszug zur Südküste der Joinville-Insel darstellt.